# Robert Kaštrun
Robert Kaštrun (* 25. März 1964 in Tržič) ist ein ehemaliger jugoslawischer Skisportler, der im Skispringen und in der Nordischen Kombination aktiv war.

## Werdegang
Sein internationales Debüt gab Kaštrun als Nordischer Kombinierer bei den Olympischen Winterspielen 1984 in Sarajevo. Im Einzel erreichte er den 27. Platz. Am 25. Februar 1984 startete Kaštrun in Mittel-Obertal letztmals im Alpencup der Nordischen Kombination gewann vor Hans-Peter Pohl. Kurze Zeit später wechselte er zu den Spezialspringern. Am 30. Dezember 1984 gab er beim Auftaktspringen zur Vierschanzentournee 1984/85 sein Debüt im Skisprung-Weltcup. Mit Platz 38 auf der Schattenbergschanze in Oberstdorf verpasste er den Sprung in die Weltspitze. Auch im zweiten Springen in Garmisch-Partenkirchen verpasste er mit Platz 85 deutlich eine gute Platzierung. Deutlich in die Top 20 sprang er auf der Bergiselschanze in Innsbruck. Dort erreichte er überraschend Rang 16. Die Tournee schloss er schließlich mit Platz 53 in Bischofshofen. Am Ende der Tournee belegte er Rang 45 in der Gesamtwertung.
Bei der Nordischen Skiweltmeisterschaft 1985 in Seefeld in Tirol startete er im Einzel von der Normalschanze und landete auf dem 43. Platz. Am 3. März 1985 gelang ihm mit einem fünften Rang in Travnik seine beste Platzierung im Skisprung-Europacup.
Nach seiner aktiven Karriere war er als Trainer in Slowenien aktiv.

## Erfolge

### Vierschanzentournee-Platzierungen
| Saison  | Platz | Punkte |
| ------- | ----- | ------ |
| 1984/85 | 45.   | 495,7  |